# Georges Contaux
 (août 2017).
Georges Contaux, né le 22 septembre 1891 dans le 14e arrondissement de Paris et mort à Villeneuve-Saint-Georges le 15 septembre 1984, est un sculpteur et médailleur français.

## Biographie
Georges Contaux, naît le 22 septembre 1891, dans le 14e arrondissement de Paris.
Doué pour le dessin et la peinture, Georges Contaux entre à l'école Boulle à Paris en section métiers d'arts, axée principalement sur la sculpture et la gravure sur acier.
Il est incorporé en 1911 au 26e régiment d’artillerie de campagne basé à Chartres. Durant la Première Guerre mondiale, il est blessé et amputé de deux doigts de la main gauche le 27 avril 1915. Il est affecté au 2e groupe d’aviation comme sergent major durant la campagne d'Italie (1915-1918). C'est durant cette période qu'il réalise de nombreuses petites aquarelles et sanguines.
Il reçoit une mention honorable au Salon des artistes français de 1921.
À la faveur de visites rendues à son ancien professeur Victor Perrin, tourneur sur bronze, à Vigneux-sur-Seine, il s’éprend de sa petite-fille Juliette qu'il l'épouse le 12 juillet 1922.
De 1922 à 1923, il travaille chez le médailleur Firmin Pierre Lasserre (Barraute, 1870 -1943) avant de s’installer à Vigneux-sur-Seine comme artisan sculpteur, graveur en médailles où il passe le reste de sa vie.
Sa production artistique qui s’étend de 1930 à 1980 compte 2 550 œuvres se répartissant en 30 médailles officielles, 1 500 médailles religieuses, 890 médailles de sports et monuments et 130 portraits.
Il travaille le  plus souvent pour le compte de médailleurs et d'éditeurs. Cependant, il signe de son nom quelques travaux répondant à des commandes de particuliers, d'associations et d'entreprises en vue de plaquettes commémoratives.
Georges Contaux meurt à Villeneuve-Saint-Georges, le 15 septembre 1984.

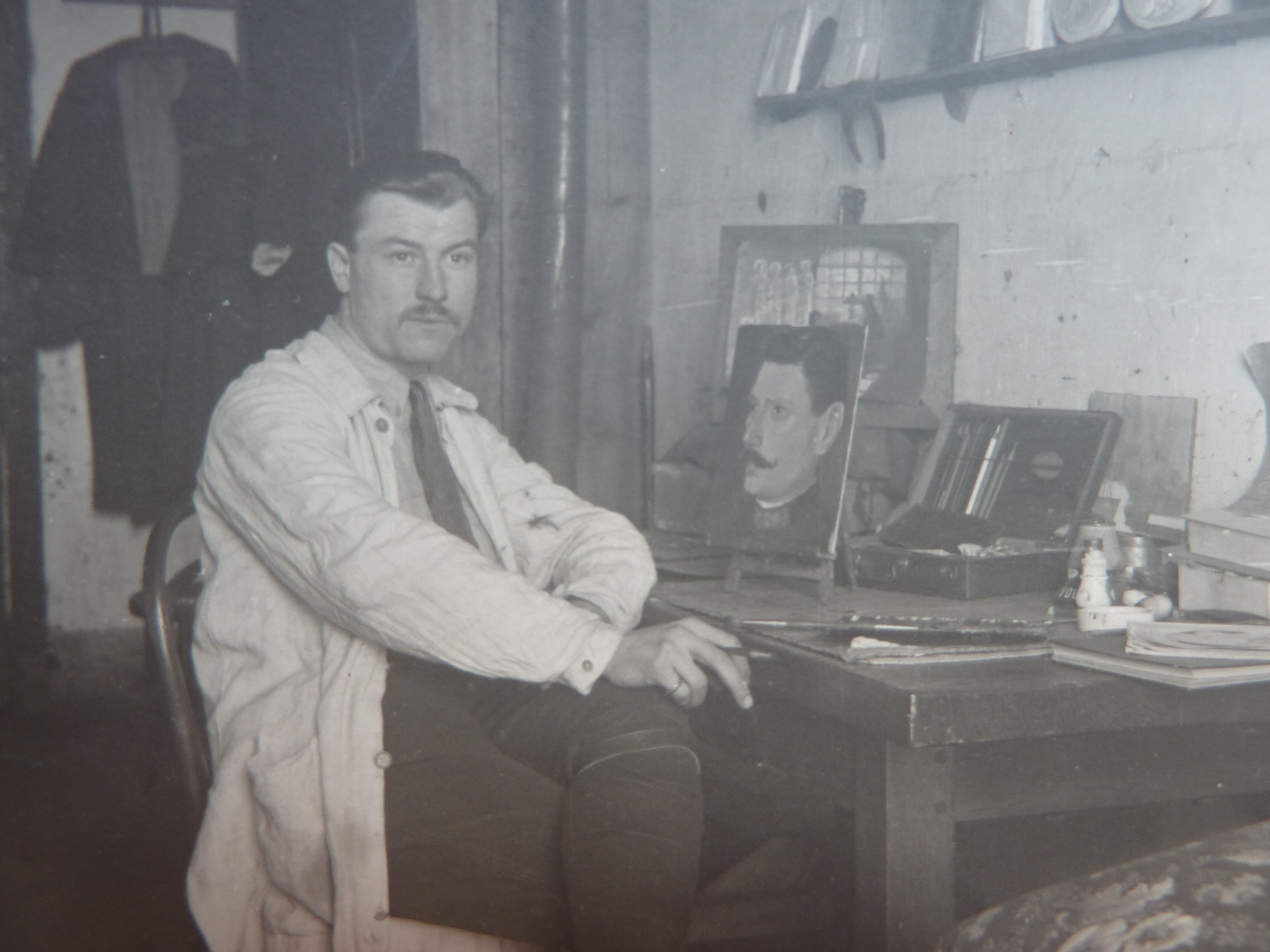
Georges Contaux à ses débuts de médailleur vers 1920-1925.
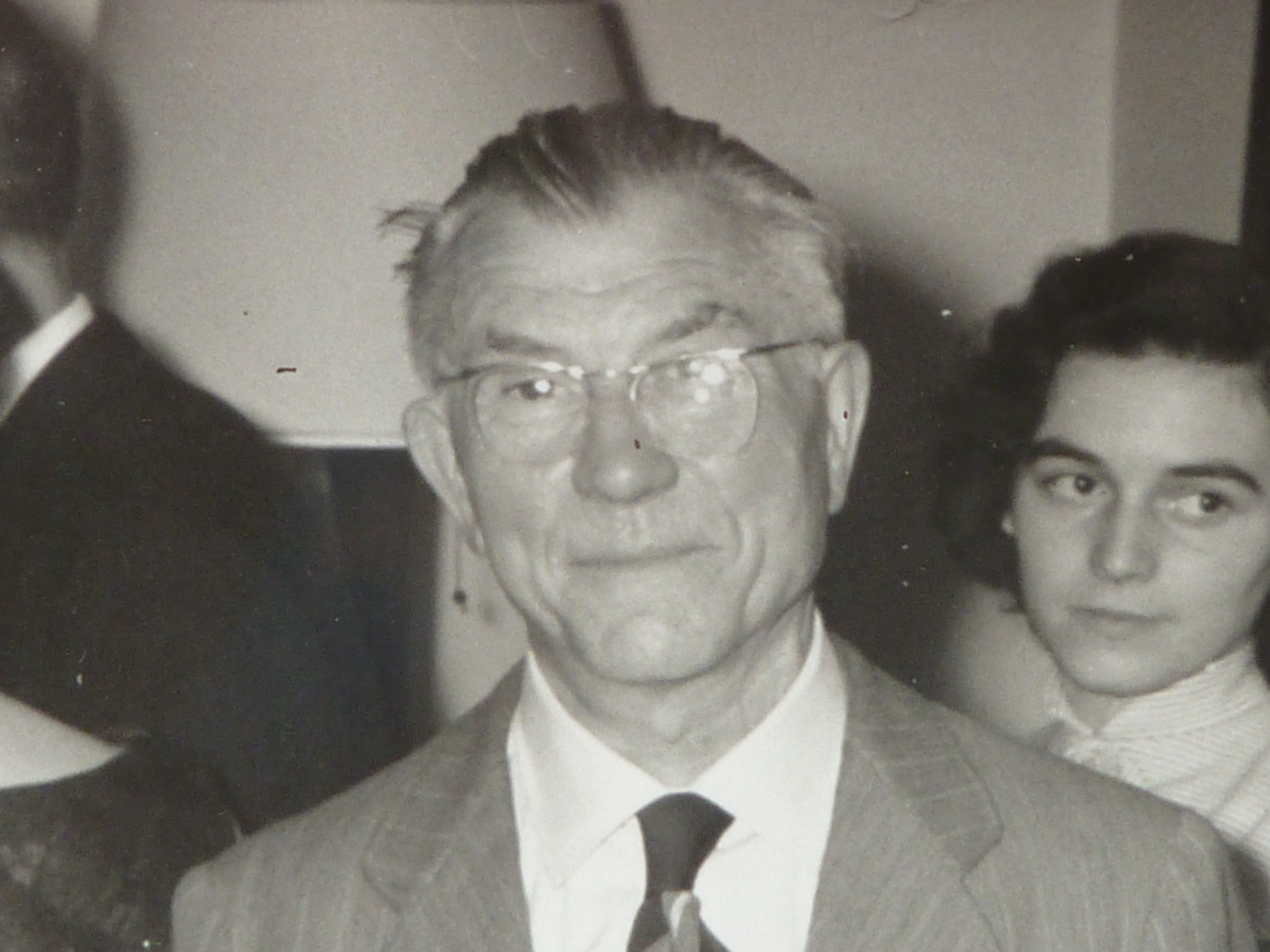
Georges Contaux lors d'un vernissage dans les années 1950.
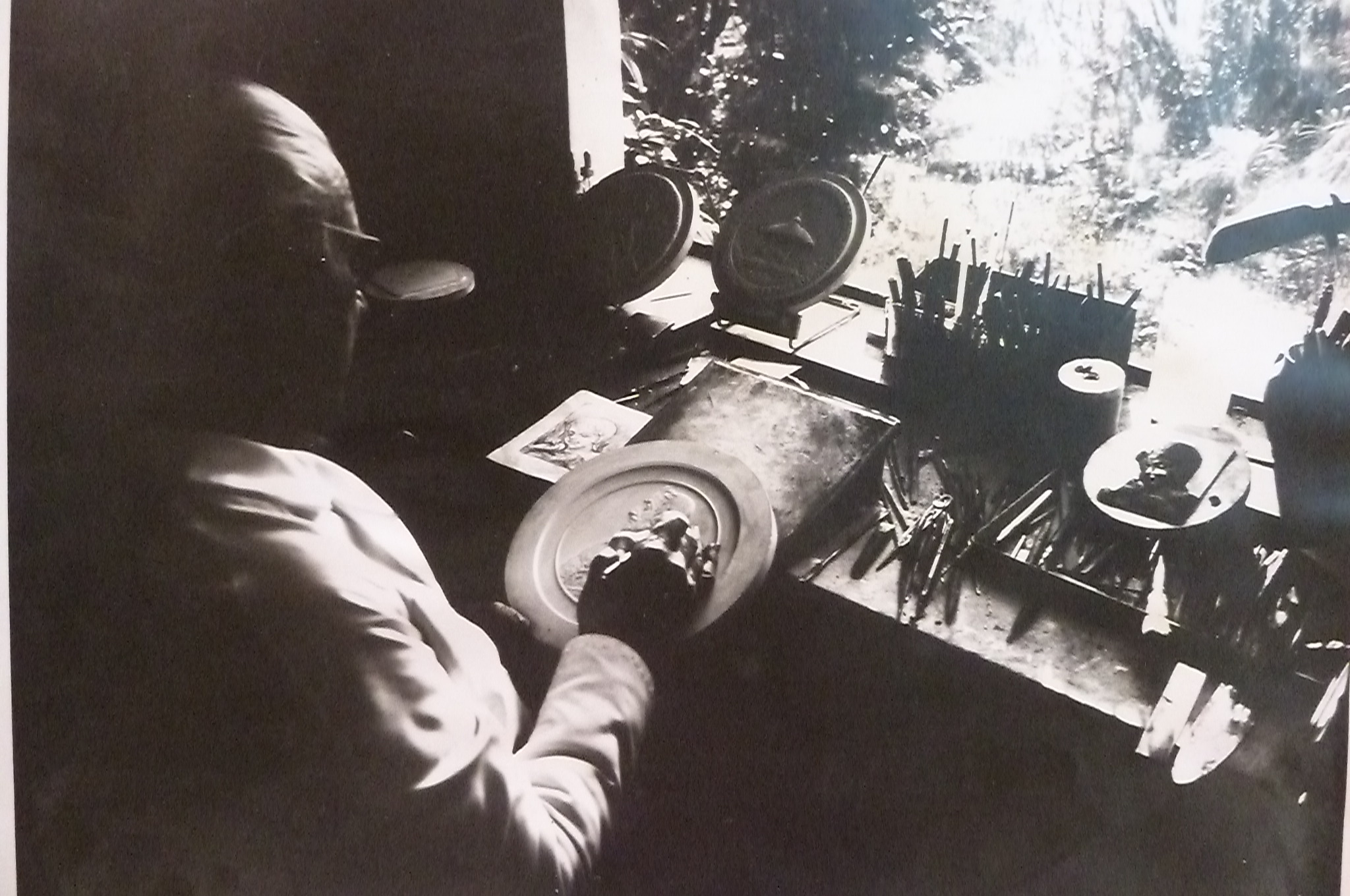
Georges Contaux dans son atelier en 1970, travail sur moulage de plâtre.

## Galerie

Dessins attribués à Georges Contaux
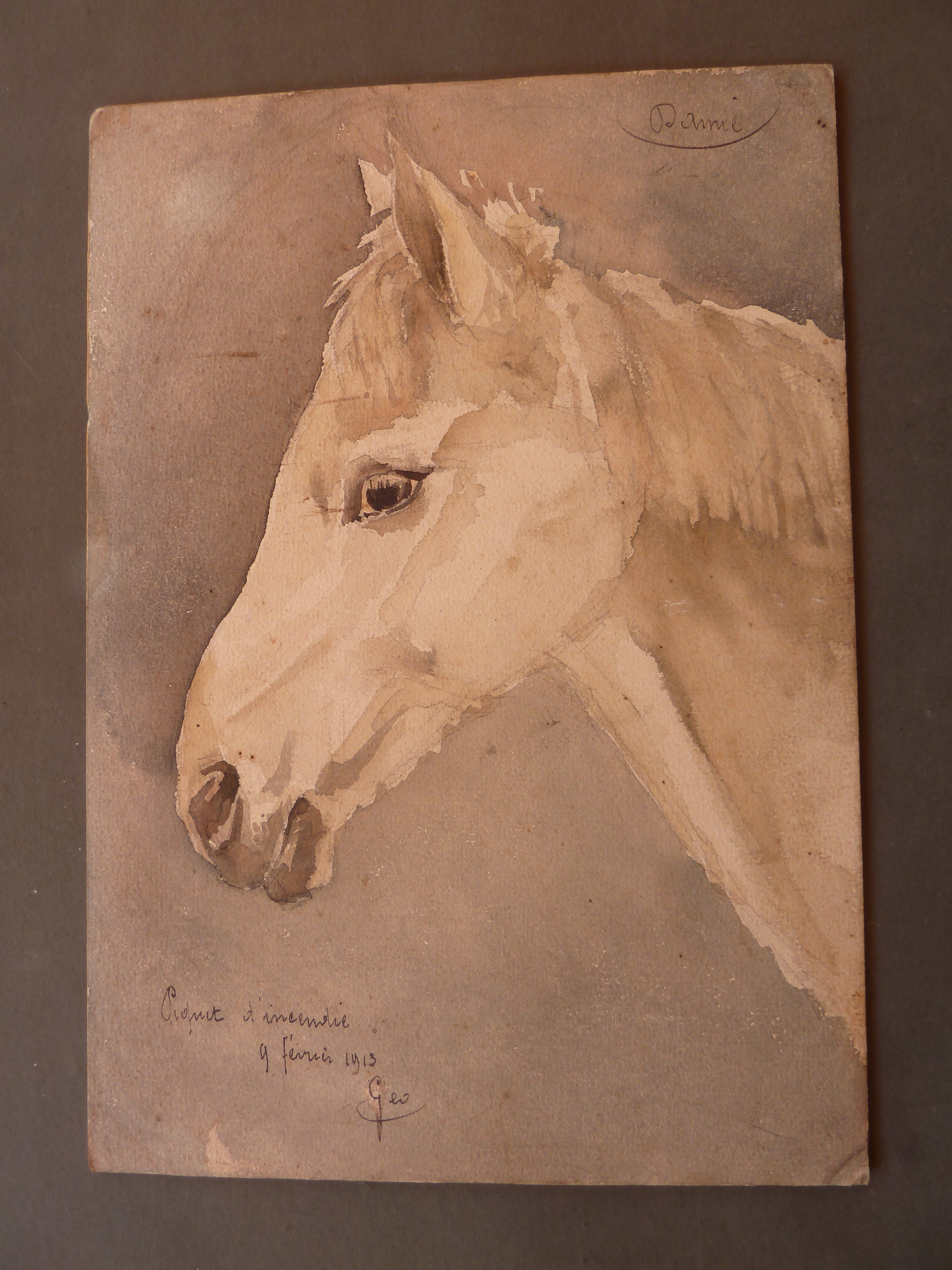
Piquet d'Incendie (1913), collection particulière non sourcée.